# Калверт, Сандра
Сандра Калверт (англ. Sandra L. Calvert, род. Западная Виргиния) — американский детский психолог и психолог развития, к её научным интересам относится сфера детских СМИ, включая политические последствия. Калверт является профессором психологии и преподавателем Школы государственной политики Маккорта Джорджтаунского университета. Калверт также является соучредителем и директором Детского цифрового медиацентра, межуниверситетской исследовательской инициативы, финансируемой в основном за счёт многочисленных грантов Национального научного фонда, а также частных фондов. Калверт занимала должность заведующего кафедрой психологии Джорджтаунского университета с 2006 по 2009 год.

## Образование и начало карьеры
Калверт получила степень бакалавра искусств по психологии и социологии Университета Западной Вирджинии, степень магистра человеческого развития и семейных исследований Университета штата Пенсильвания и докторскую степень в области психологии развития и детской психологии в Университете Канзаса. Её научным руководителем для получения докторской степени была доктор философии Алета Хьюстон. До прихода в Джорджтаунский университет Калверт работала на факультете развития детей и семейных отношений в Университете Северной Каролины-Гринсборо.

## Исследования
Исследования Калверт охватывают области детской психологии, коммуникаций, развития детей, здравоохранения, медицины и социальной политики. Она и её коллеги получили более 9,25 миллионов долларов внешнего финансирования на проведение исследований в области детских СМИ, включая многочисленные совместные гранты Национального научного фонда, первый из которых был использован для создания Детского цифрового медиа-центра (англ. Children's Digital Media Center). Она также получала финансирование от частных фондов, таких как Фонд семьи Стюартов, Фонд Смита Ричардсона и Фонд Роберта Вуда Джонсона.
В целом Калверт опубликовала семь книг, более 80 рецензируемых журнальных статей и более 30 глав книг. Она также выступила с более чем 250 приглашёнными докладами и рецензированными презентациями на профессиональных конференциях и собраниях. Исследование Калверт затрагивает важные вопросы, например, чем обучение с помощью наблюдательных медиа-интерфейсов, таких как телевидение и кино, похоже или отличается от более интерактивных медиа, таких как компьютеры и планшеты. Её исследования охватили многочисленные области контента и медиа-интерфейсы с детьми в возрасте от младенчества до взрослой жизни. Эти темы включают понимание детьми медиаконтента, особенно образовательного и просоциального контента, и их парасоциальное взаимодействие с медиаперсонажами; влияние гендерных ролей в средствах массовой информации; влияние видеоигр на детскую агрессию; влияние маркетинга, включая роль медийных персонажей, и экзергеймингов (видеоигр, требующих движения) на детское ожирение; роль медиаперсонажей в обучении математическим навыкам; очень раннее обучение через средства массовой информации; и роль производственных элементов (например, действий, звуковых эффектов, диалогов) как инструментов представления, помогающих детям думать и понимать содержание. По мере того, как медиаплатформы развивались и менялись, росло со временем и исследование, познавая разнообразные виды интерфейсов: от историй, представленных на телевидении и в кино, до компьютерных, видеоигр и игр виртуальной реальности, приложений для планшетов и математических игр.

## Политика
Калверт работала в многочисленных консультативных комитетах и провела множество презентаций для СМИ, направленных на улучшение качества детских СМИ, включая серию лекций Государственного департамента США о создании качественных образовательных СМИ, которая была организована посольством США в Македонии. В сфере образовательных СМИ она представила Комитету Сената по торговле, науке и транспорту показания о влиянии и будущем Закона о детском телевидении, который требует от вещательных компаний предоставлять образовательные и информационные программы для детей. Она также работала в двух комитетах Национальных академий, одном по молодёжи, порнографии и интернету, а втором по роли продовольственного маркетинга в кризисе детского ожирения, а также в Американской психологической целевой группе для изучения влияния жестоких видеоигр на молодёжную агрессию.

## Награды и почести
- Член Американской психологической ассоциации
- Член Международной коммуникационной ассоциации[англ.]
- Выдающиеся молодые женщины Америки
- Общество Phi Beta Kappa
- почётный член общества Psi Chi[англ.]

## Избранные публикации
- Calvert, S.L. The handbook of children, media and development / S.L. Calvert, B.J. Wilson. — Boston, MA : Wiley-Blackwell, 2008. — ISBN 978-1444336948.
- Institute of Medicine. Food Marketing to Children and Youth: Threat or Opportunity?. — The National Academies Press, 2005. — ISBN 978-0-309-09713-0.
- Youth, pornography, and the Internet. — National Academy Press, 2002. — ISBN 978-0-309-08274-7. — doi:10.17226/10261.
- Calvert, Sandra. Children and Digital Media // Handbook of Child Psychology and Developmental Science, Ecological Settings and Processes in Developmental Systems. — 7th. — Hoboken, N.J. : Wiley, 2015. — P. 375–415. — ISBN 978-1-118-13685-0.
- Calvert, S.L.; Appelbaum, M.I.; Dodge, K.A.; Graham, S.; Hall, G.C.N.; Hamby, S.L.; Fasig-Caldwell, L.; Citkovitz, M.; Galloway, D.P.; Hodges, L.V. (2017). The American Psychological Association Task Force assessment of violent videogames: Science in the service of public interest. American Psychologist. 72 (2): 126–143. doi:10.1037/a0040413. PMID 28221065.
- Calvert, S.L.; Richards, M.N.; Kent, C. (2014). Personalized interactive characters for toddlers' learning of seriation from a video presentation. Journal of Applied Developmental Psychology. 35 (3): 148–155. doi:10.1016/j.appdev.2014.03.004.
- Staiano, A.E.; Abrahman, A.; Calvert, S.L. (2013). Adolescent exergame play for weight loss and psychosocial improvement: A controlled physical activity intervention. Obesity. 21 (3): 598–601. doi:10.1002/oby.20282. PMC 3473097. PMID 23592669.
- Staiano, A.E.; Abraham, A.; Calvert, S.L. (2012). Competitive versus cooperative exergame play for African American adolescents' executive functioning skills. Developmental Psychology. 48 (2): 337–342. doi:10.1037/a0026938. PMC 4097099. PMID 22369339.
- Pempek, T.; Yermolayeva, Y.; Calvert, S.L. (2009). College students social networking experiences on Facebook. Journal of Applied Developmental Psychology. 30 (3): 227–238. doi:10.1016/j.appdev.2008.12.010.
- Pempek, T.; Calvert, S.L. (2009). Tipping the Balance: Use of advergames to promote consumption of nutritious foods and beverages by low-income African American children (PDF). Archives of Pediatrics and Adolescent Medicine. 163 (7): 633–637. doi:10.1001/archpediatrics.2009.71. PMID 19581546.
- Calvert, S.L. (2008). Growing consumers: Media marketing and advertising (PDF). The Future of Children: Children, Media and Technology.
- Calvert, S.L.; Strong, B.L.; Jacobs, E.L.; Conger, E.E. (2007). Interaction and participation for young Hispanic and Caucasian children's learning of media content. Media Psychology. 9 (2): 431–445. doi:10.1080/15213260701291379.
- Calvert, S.L.; Kotler, J.A. (2003). Lessons from children's television: Impact of the Children's Television Act on Children's Learning. Journal of Applied Developmental Psychology. 24 (3): 275–335. doi:10.1016/S0193-3973(03)00060-1.
- Calvert, S.L.; Mahler, B.A.; Zehnder, S.M.; Jenkins, A.; Lee, M. (2003). Gender differences in preadolescent children's online interactions: Symbolic modes of self-presentation and self-expression. Journal of Applied Developmental Psychology. 24 (6): 627–644. doi:10.1016/j.appdev.2003.09.001.